# Градска општина Палилула (Ниш)
Општина Палилула је једна од пет градских општина града Ниша, и формирана је статутом Града 6. јуна 2002. године.

## Географија
Општина се налази у јужном делу града Ниша и обухвата ужи градски део на који се лепезасто наслања 15 сеоских насеља. Општина Палилула је природно-географски комбинација равничарског (у сливу Нишаве и Јужне Мораве) и брдско-планинског рељефа. Површина општине је 117,37 km², и по попису из 2002. године у њој живи 72.165 становника, од чега 54.596 живи у градском подручју, а 17.569 у сеоском подручју. Суседне општине су: Медијана, Нишка Бања, Црвени Крст, Гаџин Хан, Дољевац и Мерошина.

## Значајне институције
- Железничка станица Ниш
- Железничка станица Међурово
- Природно-математички факултет Универзитета у Нишу
- Бубањ (спомен-парк)
- Гимназија Светозар Марковић
- Старо гробље
- ОШ „Краљ Петар I“ Ниш
- Зграда инжињеријске касарне у Нишу (сада "Касарна Филип Кљајић")
- Казнено-поправни дом

## Градске четврти и самостална насеља
Општина обухвата део урбаног подручја града Ниша. У урбано подручје града спадају следеће градске четврти:
- Апеловац
- Делијски вис
- Калач брдо
- Кованлук
- Ледена Стена
- Насеље Милка Протић
- Бубањ
- Стара железничка колонија
- Палилула
- Габровачка Река
- Старо Гробље
- Трошарина
- Тутуновнић подрум

Самостална насељена места: 
- Лалинац
- Крушце
- Мрамор
- Мраморски Поток
- Девети Мај (ранији назив Ново Село)
- Чокот
- Доње Међурово
- Горње Међурово
- Бубањ (познато и као Бубањ Село)
- Паси Пољана
- Доње Власе
- Габровац
- Бербатово
- Вукманово
- Суви До

Суседне општине су: 
- Медијана
- Нишка Бања
- Црвени Крст
- Гаџин Хан
- Дољевац
- Мерошина

## Галерија
- Насеље „Расадник"
- Стара железничка колонија
- Насеље „Милка Протић"
- "Апеловац"
- Трошарина-мост преко Габровачке реке
- Габровачка река
- ПМФ факултет Ниш
- Део насеља Делијски вис